# Эннабл, Одетт
Оде́тт Джу́льетт Э́ннабл (англ. Odette Juliette Annable, урождённая Ю́стман англ. Yustman, 10 мая 1985, Лос-Анджелес) — американская актриса.

## Биография
Одетт Джульетт Юстман родилась 10 мая 1985 года в Лос-Анджелесе, штат Калифорния, США. Свободно говорит на испанском языке (её мать была кубинкой, а отец — выходцем из Колумбии и Никарагуа). Начала кинокарьеру в 1990 году, будучи ещё ребёнком, с незначительной роли в фильме «Детсадовский полицейский», где главную роль сыграл Арнольд Шварценеггер. После окончания христианской средней школы в Риверсдейле она планировала получить степень бакалавра на факультете финансов в Loyola Marymount University, но в итоге продолжила актёрскую карьеру.
Эннабл снялась в недолго просуществовавших телесериалах «Саут-Бич» (2006) и «Дорога в осень» (2007—2008). В 2007 году она сыграла первую главную роль в карьере, в телефильме канала Lifetime «Опрометчивое поведение», после чего была утверждена на главную женскую роль в фильме Джей Джея Абрамса «Монстро». Её настоящим прорывом стала главная роль в триллере 2009 года «Нерождённый», который имел успех в прокате. Также она снялась в фильмах «Снова ты», «И наступит тьма» и «Двойной агент».
На телевидении Эннабл снялась в ситкоме 2011 года «Лучшая охрана», после чего присоединилась к актёрскому составу финального сезона сериала «Доктор Хаус». В начале 2013 года она получила главную роль в пилоте «Западная сторона» канала ABC, современной интерпретации «Ромео и Джульетты». В следующем году она получила одну из главных ролей в другом сериале ABC, «Клуб жён астронавтов».

## Личная жизнь
С 10 октября 2010 года Одетт замужем за актёром Дейвом Эннаблом, с которым она встречалась 21 месяц до их свадьбы. У супругов есть дочь — Чарли Мэй Эннабл, родившаяся в сентябре 2015 года.

## Фильмография

### Кинофильмы
| Год  | Название на русском                  | Название на английском                     | Роль               | Примечания                                       |
| ---- | ------------------------------------ | ------------------------------------------ | ------------------ | ------------------------------------------------ |
| 1990 | Детсадовский полицейский             | Kindergarten Cop                           | Роза               |                                                  |
| 1996 | Дорогой Боженька                     | Dear God                                   | Анхела             |                                                  |
| 2006 | Отпуск по обмену                     | The Holiday                                | целующаяся девушка |                                                  |
| 2007 | Трансформеры                         | Transformers                               | девушка            |                                                  |
| 2007 | Взлеты и падения: История Дьюи Кокса | Walk Hard: The Dewey Cox Story             | девушка            |                                                  |
| 2008 | Монстро                              | Cloverfield                                | Элизабет Макинтайр |                                                  |
| 2009 | Нерождённый                          | The Unborn                                 | Кейси Белдон       | Номинация — Teen Choice Award — Актриса триллера |
| 2009 | Галерея жуликов                      | Operation: Endgame                         | Темперенс          |                                                  |
| 2010 | Снова ты                             | You Again                                  | Джоанна            |                                                  |
| 2010 | И наступит тьма                      | And Soon The Darkness                      | Элли               |                                                  |
| 2010 | Управление страстью                  | Group Sex                                  | Ванесса            | Direct-to-video                                  |
| 2011 | Двойной агент                        | The Double                                 | Натали Гири        |                                                  |
| 2011 | Крошка из Беверли-Хиллз 2            | Beverly Hills Chihuahua 2                  | Хлоэ               | Озвучивание                                      |
| 2012 | Крошка из Беверли-Хиллз 3            | Beverly Hills Chihuahua 3: Viva La Fiesta! | Хлоэ               | Озвучивание                                      |
| 2013 |                                      | The Truth About Lies                       | Рэйчел Стоун       |                                                  |

### Телевидение
| Год         | Название на русском      | Название на английском            | Роль                            | Примечания  |
| ----------- | ------------------------ | --------------------------------- | ------------------------------- | ----------- |
| 1996        | Воспоминания             | Remembrance                       | Шарлотта                        | Телефильм   |
| 2004        | Пятерняшки               | Quintuplets                       | Келли Хелберг                   | 1 эпизод    |
| 2006        | Саут-Бич                 | South Beach                       | Ариэль Каста                    | 6 эпизодов  |
| 2006        | Детектив Монк            | Monk                              | Кортни                          | 1 эпизод    |
| 2007        | Опрометчивое поведение   | Reckless Behavior: Caught on Tape | Эмма Норман                     | Телефильм   |
| 2007—2008   | Дорога в осень           | October Road                      | Обри Диас                       | 19 эпизодов |
| 2008        | Жизнь на Марсе           | Life on Mars                      | Эдриэнн                         | 1 эпизод    |
| 2010—2011   | Братья и сёстры          | Brothers & Sisters                | Энни                            | 5 эпизодов  |
| 2011—2012   | Доктор Хаус              | House                             | доктор Джессика Адамс           | 21 эпизод   |
| 2011—2012   | Лучшая охрана            | Breaking In                       | Мелани Гарсиа                   | 12 эпизодов |
| 2013        | Новенькая                | New Girl                          | Шейн                            | 1 эпизод    |
| 2013        | Западная сторона         | Westside                          | Софи Нэнси                      | Пилот       |
| 2013        | Везунчик                 | Golden boy                        | помощник прокурора Кэт О’Коннор | 2 эпизода   |
| 2013        | Управление гневом        | Anger Management                  | Джейми                          | 1 эпизод    |
| 2013—2015   | Банши                    | Banshee                           | Нола                            | 9 эпизодов  |
| 2014        | Два с половиной человека | Two and a Half Men                | Николь                          | 3 эпизода   |
| 2014        | Раш                      | Rush                              | Сара                            | 10 эпизодов |
| 2015        | Клуб жён астронавтов     | Astronaut Wives Club              | Труди Купер                     | 10 эпизодов |
| 2015        | Гриндер                  | The Grinder                       | Девин Стуц                      | 3 эпизода   |
| 2016—2017   | Настоящий гений          | Pure Genius                       | доктор Зои Брокетт              | 13 эпизодов |
| 2017 — 2020 | Супергёрл                | Supergirl                         | Рейн / Саманта Ариас            | 3 сезон     |
| 2019—2020   | Расскажи мне сказку      | Tell Me A Story                   | Мэдди (невеста Такера Рида)     | 2 сезон     |
| 2021–2024   | Уокер                    | Walker                            | Джерри                          | 1-4 сезон   |